# Poecilopsetta beanii
Poecilopsetta beanii är en fiskart som först beskrevs av Goode, 1881.  Poecilopsetta beanii ingår i släktet Poecilopsetta och familjen flundrefiskar. Inga underarter finns listade i Catalogue of Life.